# Разбоище
Разбоище е село в Западна България. То се намира в община Годеч, Софийска област.

## География
Село Разбоище се намира на 8 km западно от общинския център Годеч и на 58 km от столицата София.

## История
В съкратен регистър на Пиротския кадилък от 1530 година Разбоище е отбелязано като село с 13 домакинства, 5 неженени и една вдовица. Писмени сведения за съществуването на селото има в османотурски данъчен регистър на джелепкешаните от юни 1576 г. В него са споменати четири данъчно задължени лица, вероятно представители на четири рода (Пею Иван-50; Петко Раин-50; Неделко Милкин-50, поръчител: Продан; Димитри Стойко-25). Общият размер на данъка за цялото село е бил 175 овце.
През периода 1879 – 1881 година селото е в състава на община Туден, а през 1881 – 1910 година – в състава на община Букоровци. През 1881 година има 340 жители.  През периода 1910 – 1934 г. селото е в състава на община Каленовци, а след нейното разформироване селото се присъединява към община Годеч.

## Културни и природни забележителности

### Разбоишки манастир
Близо до селото се намира Разбоищкият манастир „Въведение Богородично“ с няколко запазени стенописа от края на XV и началото на XVI век. Той се намира на 1 – 2 km от селото в западна посока (до влаковата линия за Станинци).
В скалните ниши около Разбоишкия манастир, или както е бил наричан до 1960 година Куржиловски манастир, е имало монашески живот още от XIII – XIV век, когато скалното монашество се разпространява из територията на България. По времето на Иван Александър, през XIV век, се построява „Софийското мало Светогорие“, тогава в най-голямата ниша (голям скален навес) на скалния венец, която дотогава е била използвана за общи молитви на монасите, се построява малката църква „Въведение Богородично“. Според легендата, монасите решават да я направят на тераса под нишата, но се случило така, че каквото през деня построят долу, през нощта се разваля и на сутринта намират строителните материали горе в скалната ниша. И на третата вечер един от монасите сънувал Богородица, която му казала: „Там, където от векове сте ми се молели, там направете църквата“.
Църквата представлява малка еднокорабна, едноапсидна постройка, засводена полуцилиндрично. Размерите на църквата са: в дължина е 8,10 m, в широчина е 4,10 m и е висока 2 m, а за осветление има две малки прозорчета на северната стена. Олтарът е вкопан в скалата и през него при проливни дъждове избива вода. Църквата е била изографисана изцяло от вътрешната и външната страна. Запазени са стенописите по част от старата западна фасада и малко във вътрешността. Стенописите, които се намират в олтара, са в много лошо състояние заради влагата, която се просмуква през скалата. Църквата „Въведение Богородично“ е вписана по НИОНКЦ като Археологически паметник на културата.
Изборът на това място за построяване на църква не е случаен, а е направен по чисто географски съображения: точно тази скална ниша позволява църквата да бъде построена в ориентация изток – запад. Първите монашески постройки са се намирали на 250 m от сегашното местоположение на манастира, от източната страна на р. Нишава, където се намира и църквата. В близост до манастира се е намирало село Куржиловци, което според преданието бива опожарено по време на наказателна акция от страна на башибозушки отряд, изпратен от васал на Монтана през XVI век. Тогава са опожарени и разрушени манастирите в Беренде извор, Липинци, Чепърлинци, Годеч, Букоровци, Шума, Василовци, като опустушенията стигат до град Драгоман. По време на тези събития цялата монашеска обител бива разграбена и опожарена, но църквата „Въведение Богородично“ остава незасегната.
За период от 300 години няма информация какво се е случвало с манастира. Знае се само, че постройките са изместени от западния бряг на реката на завоя, който тя прави точно под църквата. През XIX век манастирът се намира на границата на Османската империя и участва в динамичните събития за освобождаването на България. Около 1860 г. той бива опожарен за последен път, а през 1861 година е възстановен от Йоан (Йовчу), роднина на Филип Тотю, който след това участва в легията на Г. С. Раковски. По време на Първата българска легия през 1862 година манастирът е бил използван за произвеждане на барут, оръжие и приютяване на четници, тръгнали към Белград за да се включат в Първата, а след това и във Втората българска легия.
В църквата са запазени няколко богослужебни книги (руски печатни издания от миналия век), както и няколко преписа. На един от църковните прозорци е намерена корица от църковна книга, от която научаваме, че Матей Преображенски – Миткалото е посещавал манастира. Текстът гласи следното:
| „ | Лето 1863 Да се знае кога турците нападнаха манастира. Тогава беше капидан Матейче отец, та отепаха четири турци и турчино не можа да го фане, и другите също. Ох, запалиха вощеничка свети Тодор, ради душеспасение. И тогава турците много зло учиниха на ристияните. Громеха сос пушки и Матей проводи Йовчу, та Йовчу ми рече: убаво да се затвориш – и да вика некой, да не отваряш. А турците вардили та го хванали и му рекли: ти си от хасиите. И Асан баши го ударил с пищов в гърдите и тамо представился сего же лета м’ца август 16, лето 1863. Между това време возврати се капидан Матейче, син Пенчув, не от портата, а от тайника, та ми речи: Земи на Йовчу пищова и му тури камик да се знае. И пак речи: Ох, дърво на дърво се обляга и чловек на чловек! Рука Димитриа“ | “ |

В манастира е намерен и друг препис, които не е с толкова исторически характер, а по-скоро описва метеорологични събития и дава частична информация относно икономиката на района по това време:

| „ | Въ 1875 г. 21 март. На м. януари на 13 денъ падна един снегъ четири педи и половина, та лежа на землата от тринадесетога януари, февруари и мартъ толко време држа ти страшни снег, дето за толко време не се хиксич нити един драмъ. Тогава стана много нужда за рана. Един растегъ слама 200 гроша и една кола сено 500 гроша и пак не се намерува. За туй много стока се похарчи отъ гладъ. На тая година даваха човеци стока на исполу и когато се намери рана. Такъв снегъ падналъ беше страшенъ братие мои от 100 години не беше. Това го пише Станко Исотин от Голеш, слуга в манастира на „господина поп Дионисий“. | “ |

През 1950 година Асен Василев прави своето проучване за църквите и манастирите в Западна България. Относно Разбоишкия манастир той казва, че по това време: „манастир е действащ девически“ (Василев 1950). Той се стопанисва от 57-годишния отец Иван.

### Водопад Котлите
Районът около Разбоишкия манастир представлява карст, през който минава река Нишава. На километър надолу по течението ѝ се стига до друга река, която носи името Дракул. Тя се влива в р. Нишава под жп спирка Чепърлянци. В карста на река Дракул се намира природното образувание, наречено „Котлите“. То представлява живописен водопад, в който водата се стича от едно карстово образувание подобно на паница (котел) във второ и чак тогава реката продължава да се стича към р. Нишава.

### Пещера Дракула
В близост до водопад Котлите, но малко по-надолу по течението на реката, на 60 m височина в горната част на скален венец, който е изграден от триаски варовици, се намира пещерата „Дракула“ (Дупката). Тя е суха, хоризонтална, с дължина 42 м. Входът е широк с висок свод. Вътрешността на пещерата е с висока основна галерия, подът е покрит с пръст и дребни кални късове. Към края си пещерата завършва с комин, през който се стича вода при дъждовно време. В пещерата няма вторични карстови образувания и следи от силно мразово изветряне и срутвания. Входът на пещерата се е използвал от овчари като временен подслон за стоката.

### Други
Други забележителности в района са Чепърленския и Букоровския манастир.